# Câmara de Lobos
Cámara de Lobos es una ciudad portuguesa de la isla de Madeira, con cerca de 35 000 habitantes. Está situada en la parte meridional (sur) de la isla.

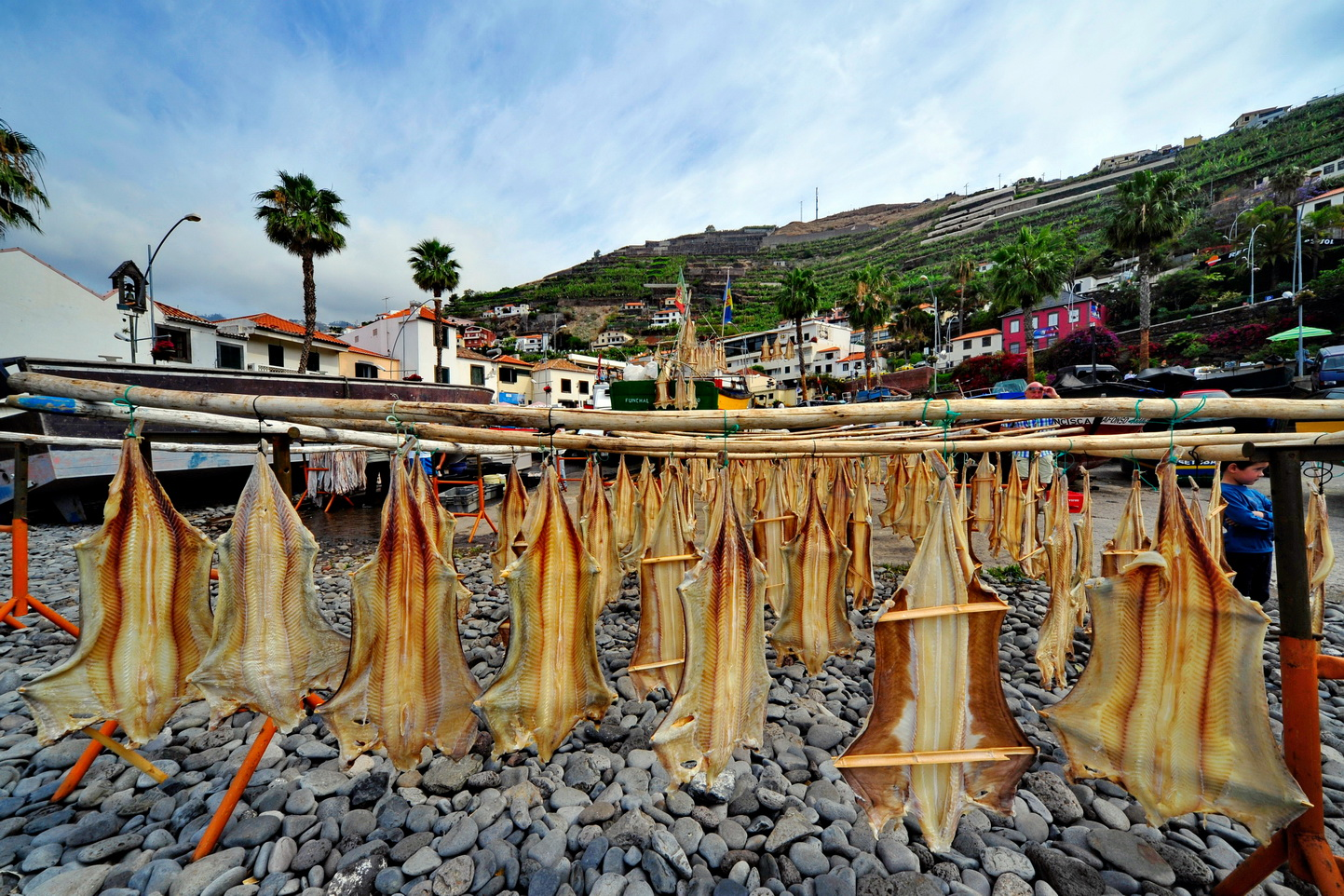
Puerto con pescado seco

Es sede de un pequeño municipio con 51,82 km² de área y 34 614 habitantes (2001), subdividido en 5 freguesias. El municipio limita al norte con el de São Vicente, al nordeste con Santana, al este con Funchal y al oeste con Ribeira Brava, siendo bañado por el océano Atlántico al sur.
El municipio fue creado en 1835 y la villa fue elevada a la categoría de ciudad el 2 de agosto de 1996, pero manteniendo el título de villa. Es un municipio esencialmente urbano, comparte área conurbana con Funchal.
Câmara de Lobos es un pueblo pesquero con sus típicas barcas de colores, situado en la zona centro oeste de Madeira. 
Hace muchos años este era el hogar de la foca monje, que en portugués se conoce por ‘Lobo Marino’ y de ahí es de donde procede el nombre de Câmara de Lobos. Actualmente es el principal centro de pesca en Madeira para la famosa “espada preta” el sable negro (Aphanopus carbo) un verdadero manjar, tradicional en Madeira. 
El pueblo está rodeado de viñedos y es conocido por su excelente vino Madeira así como por ser la cuna de la “poncha”, una mezcla de zumo de limón, aguardiente y miel. Su bucólica bahía es uno de los lugares favoritos de los pintores desde que Sir Winston Churchill lo pintó en 1950 durante sus vacaciones.

Vista panorámica.

## Población
| Población del municipio de Cámara de Lobos (1849 – 2004) | Población del municipio de Cámara de Lobos (1849 – 2004) | Población del municipio de Cámara de Lobos (1849 – 2004) | Población del municipio de Cámara de Lobos (1849 – 2004) | Población del municipio de Cámara de Lobos (1849 – 2004) | Población del municipio de Cámara de Lobos (1849 – 2004) | Población del municipio de Cámara de Lobos (1849 – 2004) | Población del municipio de Cámara de Lobos (1849 – 2004) |
| -------------------------------------------------------- | -------------------------------------------------------- | -------------------------------------------------------- | -------------------------------------------------------- | -------------------------------------------------------- | -------------------------------------------------------- | -------------------------------------------------------- | -------------------------------------------------------- |
| 1849                                                     | 1900                                                     | 1930                                                     | 1960                                                     | 1981                                                     | 1991                                                     | 2001                                                     | 2004                                                     |
| 12391                                                    | 17468                                                    | 21806                                                    | 29759                                                    | 31035                                                    | 31476                                                    | 34614                                                    | 35150                                                    |